# Frikadeller

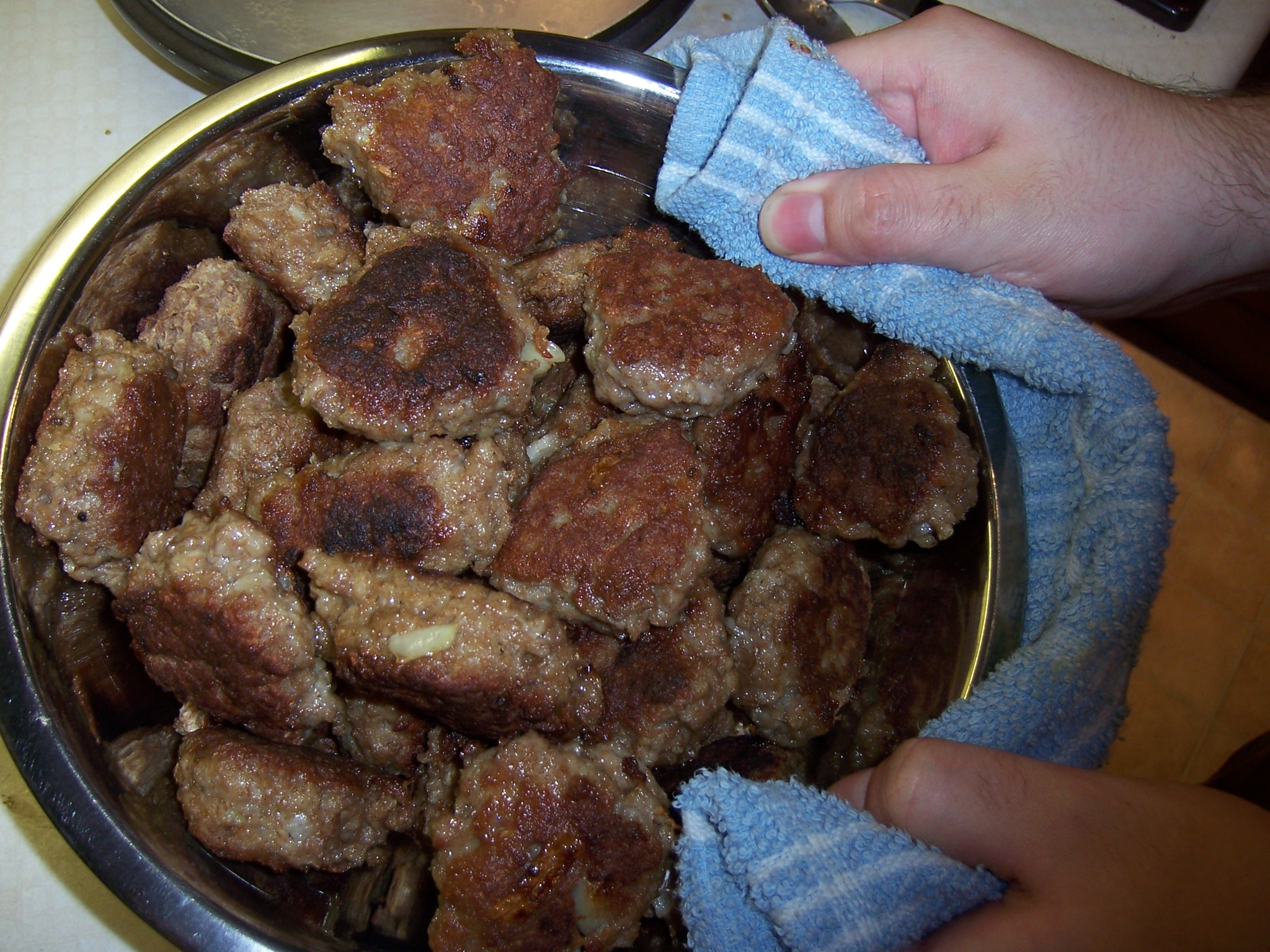
Frikadeller acabados de fazer.

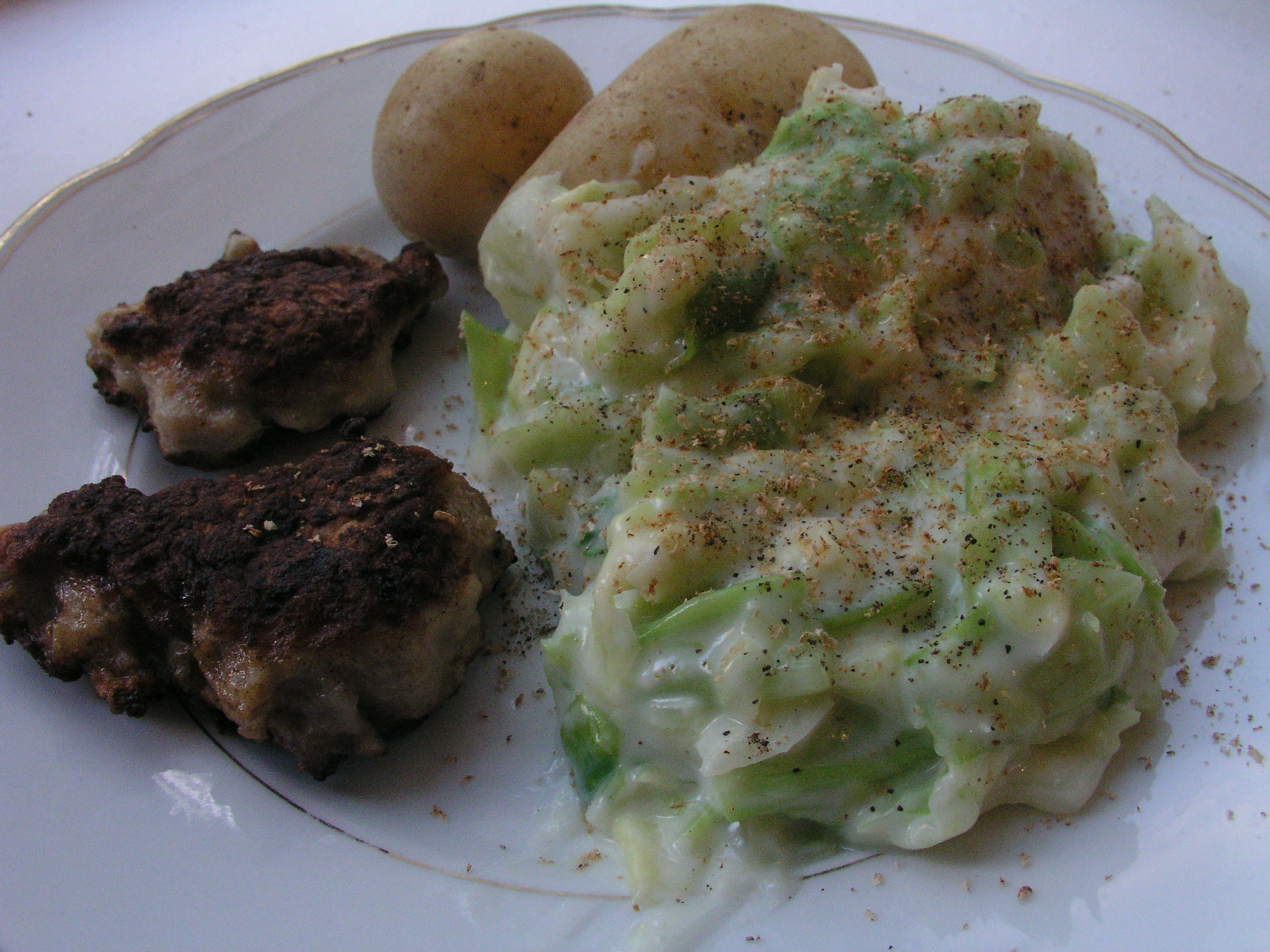
Frikadeller com couve.

Frikadeller (em alemão Frikadelle, plural Frikadellen) apresentam-se como a versão norte-européia das almôndegas, sendo um prato muito popular especialmente na Dinamarca e Alemanha.
São confecionados originalmente com carne de porco e vaca moídas, cebola, ovo, sal e pimenta preta. Estes ingredientes começam por ser moldados em forma de bola. Estas bolas são depois espalmadas, dando sua forma característica. Em seguida,  estes são fritos numa frigideira em banha de porco, ou, como é mais comum nos dias de hoje, em manteiga, margarina ou até óleo vegetal. Há também versões vegetarianas e veganas do prato.
Como prato principal na Dinamarca, são quase sempre acompanhados por batatas cozidas e um molho castanho conhecido por brun sovs. Também é comum serem servidos com cebolas salteadas ou caramelizadas e beterraba.
Constituem também uma das iguarias que integram o Smørrebrød, uma especialidade constituída por diversos pratos, sendo consumidas nesse caso em pão escuro dinamarquês, denominado rugbrød, com beterraba ou pickles.
A combinação de frikadeller e salada fria de batata é muito popular em piqueniques, dada a facilidade de os transportar depois de cozinhados.
Podem também ser consumidos ao pequeno-almoço, com beterraba, salada de pepino, salada de batata ou outras saladas.
Em restaurantes de comidas rápidas, é ainda possível encontrar sanduíche de frikadeller, também conhecida por frikadelleburger, a versão dinamarquesa dos hambúrgueres.